# Helle Frederiksen (politiker)
 For alternative betydninger, se Helle Frederiksen. (Se også artikler, som begynder med Helle Frederiksen)
Helle Frederiksen (født 22. september 1963) er en dansk socialdemokratisk politiker og viceborgmester i Aalborg Kommune. Hun har ved fire lejligheder været fungerende borgmester i Aalborg kommune, hvilket ifølge TV2 Nord er dansk rekord for antal borgmesterperioder.
Hun var fungerende borgmester første gang i 2012 hvor hun overtog mens daværende borgmester Henning G. Jensen var syg. Fra 20. januar til 28. februar 2022 var hun fungerende borgmester fordi borgmester Thomas Kastrup-Larsen var sygemeldt med stress. 12. december 2022 overtog hun igen for Thomas Kastrup-Larsen fordi han var kommet til skade ved en faldulykke. Fjerde gang var fra 1. juni 2023 hvor Kastrup-Larsen udtrådte af byrådet til 19. juni hvor Lasse Frimand Jensen blev valgt til ny borgmester.
Frederiksen var været medlem af Aalborg Byråd siden 2006. Hendes civile erhverv er familieplejekonsulent.
I 2024 blev hun ridder af Dannebrog.